# 无锡5·29事故
无锡“5·29”事故是指2012年5月29日中午，驾驶员吴斌驾驶杭州长运浙A19115大型客车行驶在江苏锡宜高速从无锡返回杭州途中，当车辆行至江苏阳山路段时，一个金属块突然从空中飞落，击碎车辆的前挡风玻璃，砸中吴斌的腹部和手臂，导致吴斌肝脏破裂及肋骨多处骨折的事故。然而危急关头，他强忍剧痛，先稳稳把车行驶了两三百米后，慢慢停在高速公路上，之后采取了换挡、减速、停车、拉手刹、打双跳灯等安全措施，并疏散乘客。事发后，吴斌被紧急送往无锡解放军101医院抢救，但最终因伤势过重在6月1日凌晨抢救无效去世，年仅48岁。据称其所受撞击相当于“被炮弹击中”。

## 相关人物
吴斌（1965年3月8日—2012年6月1日），浙江杭州人，杭州长途客车司机。因其在驾驶长途客车时被铁块击中严重受伤后仍然牢牢控制车辆，做好一系列安全措施并疏散乘客的行为受到赞扬和尊敬并被誉为“最美司机”。

## 事故处理
给乘客做笔录时，曾处理过无数次交通事故的无锡交巡警支队高速三大队副大队长曹建平忍不住流泪：“大客车刹车拖印是笔直的，一个肝脏被突然刺破的司机，要用怎样的意志力才能做到这一点啊！这是一个超人。”吴斌的主治医生也表示：“没有救回吴斌，可能是我当医生一辈子最大的遗憾！”
无锡交警表示击中吴斌的是一块车辆劣质刹车轮毂残片，并确认肇事车辆为一辆红色东风货车，目前该车及其车主已在江西被找到。由于该事故被定性为一场意外，故警方在带走相关车辆部件后并未将货车司机带走调查。警方同时表示，根据事故的定性，货车司机可能不需要承担刑事责任，但其民事赔偿责任可能无法避免。吴斌的家属表示并不会要求肇事车主赔偿，但要求对方给予道歉。吴斌生前所在的公司则称会追究肇事车主的民事责任。

## 社会反响
在吴斌去世后，他被追授全国五一劳动奖章、浙江省五一劳动奖章、浙江省劳动模范并被杭州市政府授予革命烈士称号，其家属获得10万元的慰问金。浙江省委书记赵洪祝也专程前往吊唁并当场落泪。吴斌的行为感动了许多人，在6月4日下午出殡时，数万杭州市民自发为之送行并为他祝福。
根据媒体的后续报道，在此事件之后，高速公路上的重物击中车辆的事件还是时有发生，并造成人员受伤。这引起了人们对车辆保养、高速公路管理等问题的重视。此外，关于职业操守、公共道德和社会良心等问题的讨论在事发后也从未停止过。
六年後浙江在线專文回顧事件和當年追悼儀式。

## 类似事件
- 法国航空4590号班机空难——该航空事故的原因亦为外物击中，导致燃油泄漏并起火，飞机坠毁，造成114人死亡